# Darzamat

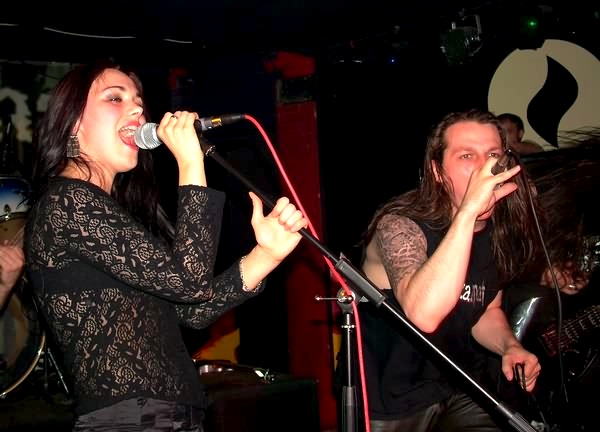
Koncert kapely v klubu Relax v roce 2007

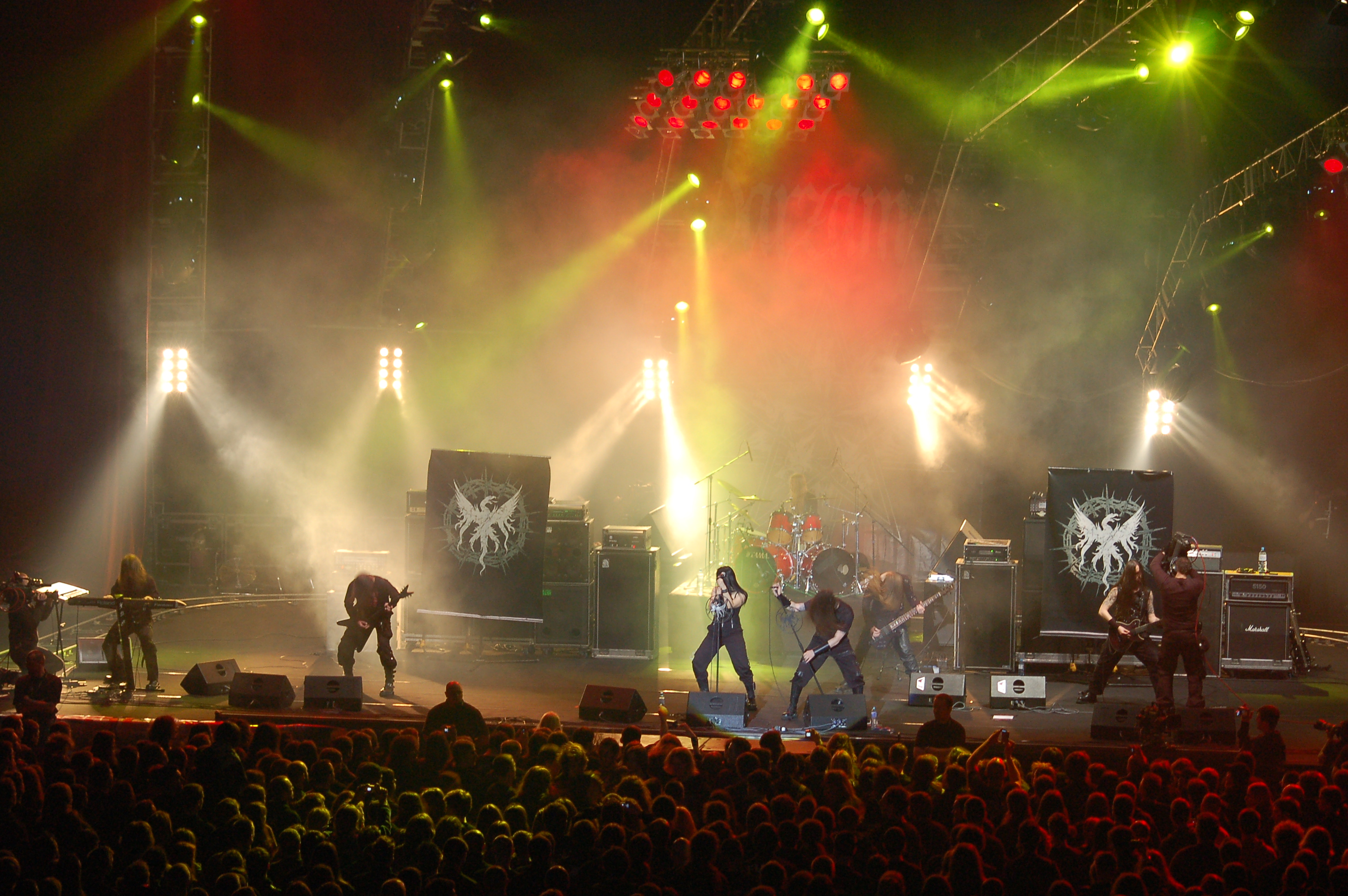
Koncert kapely na Metalmanii 2007

Darzamat je polská sympho-blackmetalová kapela založená v roce 1995 ve městě Katovice. Název pochází z lotyšské mytologie a znamená „bohyně zahrad“ (lotyšsky dārzs - zahrada, māte - matka).
Debutové studiové album s názvem In the Flames of Black Art vyšlo v roce 1996.

## Diskografie
Studiová alba
- In the Flames of Black Art (1996)
- Oniriad (2003)
- Semidevilish (2004)
- Transkarpatia (2005)
- Solfernus' Path (2009)
- A Philosopher at the End of the Universe (2020)

EP
- In the Opium of Black Veil (1997)

Kompilační alba
- Seven Golden Fires (2004)